# Плітка пардильська
Плітка пардильська (Iberochondrostoma lemmingii) — вид прісноводних риб родини ялецевих (Leuciscidae).

## Опис
Дрібна риба, завдовжки до 25 см. Має менші луски, ніж Achondrostoma arcasii. Ротовий отвір субтермінальний. Спинний та анальний плавці мають 7 розгалужених променів. Бічна лінія має від 52 до 66 лусок. Забарвлення темне, іноді має невеликі чорні плями, розподілені по всьому тілу.

## Поширення
Вид поширений на півдні Португалії та Іспанії. Він обмежений басейнами річок Тахо, Гвадіана, Одіель та Гвадалквівір.

## Спосіб життя
Поширена риба в середньому і нижньому руслі річок, де течія не дуже інтенсивна і є багата водна рослинність. Харчується водоростями та зоопланктоном. Нерест відбувається в період з квітня по травень.

## Охорона
На більшій частині ареалу стан природних популяцій виду наразі залишається нестабільним. У ряді регіонів спостерігається тенденція до зниження чисельності популяції виду. Тому плітка пардильська, згідно з Червоним списком МСОП, отримала охоронну категорію «вразливий вид». Крім того, вона занесена до Директиви Європейського Союзу 92/43/ЄС «Про збереження природних оселищ та видів природної фауни і флори» (Додаток II. Види рослин і тварин, що становлять особливий інтерес для Європейського Союзу, збереження яких потребує створення територій особливої охорони).